# Lactatio Bernardi

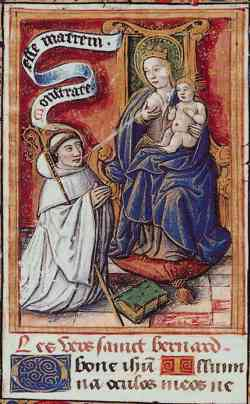
Miniatura da un manoscritto miniato medievale (MS Douce 264, f. 38v) della Bodleian Library, Università di Oxford.

La lactatio Bernardi (in italiano allattamento di Bernardo) è una visione miracolosa di cui sarebbe stato testimone Bernardo di Chiaravalle: secondo questa peculiare tradizione agiografica, il futuro abate e santo cistercense sarebbe stato testimone, un giorno, di un'apparizione della Madonna, che l’avrebbe nutrito offrendogli il latte stillante dal suo seno.
Questo tipo di apparizioni divine alimentano un tema artistico abbastanza frequentato, in cui Bernardo di Chiaravalle si nutre abbeverandosi da uno schizzo che Maria, che reca il Bambino in braccio, fa sgorgare dal seno dirigendolo sulle labbra del monaco in odore di santità. Questa scena della vita del santo è interpretata con varie posture: in alcune versioni, il religioso viene rappresentato da sveglio, a volte in vigile atteggiamento di preghiera, inginocchiato e assorto in contemplazione della figura sacra della Madonna, mentre in altre viene invece rappresentato come assopito, protagonista da addormentato dell’avvenimento prodigioso, che assume così una dimensione onirica.

## Tradizione agiografica
L'aneddoto agiografico è riportato per la prima volta in uno degli exempla del Ci nous dit, opera anonima di un frate mendicante, risalente a circa il 1313-1330: in occasione di una visita pastorale del vescovo di Chalon all'abbazia di Cîteaux, Bernardo, allora giovane monaco, ricevette dal suo abate l'incarico di tenere la predicazione. Timoroso della propria inadeguatezza, convinto di deludere le aspettative, cominciò a pregare davanti a un'immagine devozionale della Madonna, finché il sonno non lo colse. Fu allora che gli apparve in sogno la Vergine a fargli dono della dote dell'eloquenza e a porgli in bocca, a lui addormentato, il latte secreto dal proprio seno. L'accaduto è narrato anche nel Cancionero de Úbeda, del 1588.
Il prodigio riflette in parte un evento precedente, citato nelle Cantigas de Santa María (espressione del corpus letterario di Alfonso il Saggio). In quel caso, a essere narrata è la resurrezione di un monaco cistercense che aveva ricevuto in bocca, dalla Vergine stessa, il dono del latte.

## Ricezione culturale

### Tema della Virgo lactans
Il motivo letterario e iconografico dell’allattamento di Bernardo è una delle espressioni più famose tra quelle che si connettono al tema più ampio e generale della Maria che dà nutrimento (in latino: Maria lactans, oppure Virgo lactans, che, alla lettera. significa Maria/Vergine che allatta), figura assai ricorrente nell'iconografia cristiana.
Il filone letterario delle leggende su visioni di allattamento mariano, oltre al segno di speciale distinzione conferito a un santo attraverso questo prodigio, propone anche la miracolosa guarigione da malattie, o il miracolo della risurrezione, come nell'esempio già citato dell'evento soprannaturale narrato dalle Cantigas de Santa María. Le visioni di lactationes, riportate a destinatari sia uomini che donne, apparvero su scala più ampia a partire dal XII secolo circa.

### Fortuna e diffusione del tema

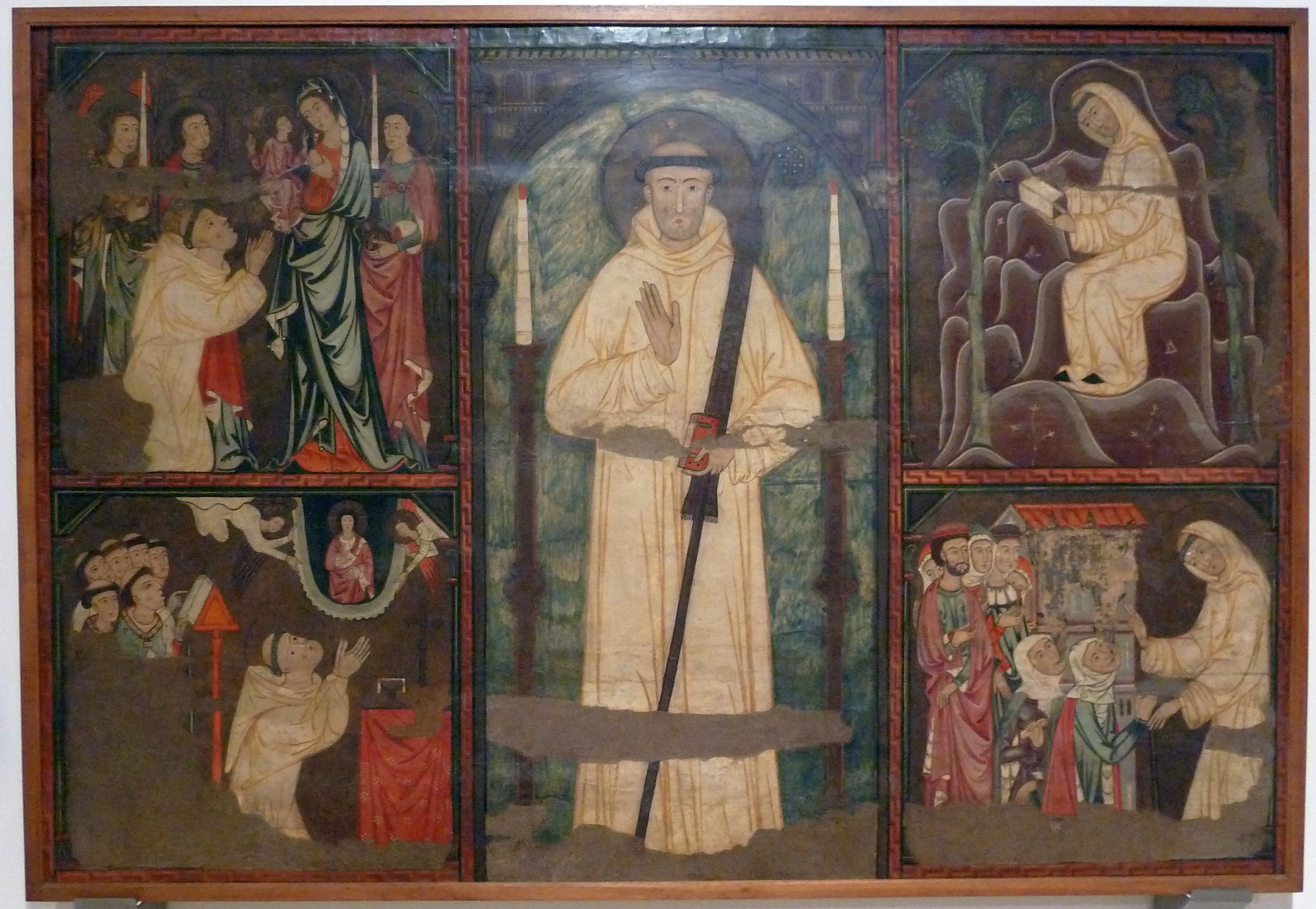
Maestro della Conquista de Mallorca, Retablo di san Bernardo, circa 1285-1290, al Museu de Mallorca.

Il tema pittorico è di fioritura relativamente tarda: comunque, il soggetto della ‘’lactatio’’ miracolosa di Bernardo è attestato alla fine del XIII secolo. Il primo esemplare conosciuto è, infatti, la Pala di San Bernardo proveniente dalla Cappella dei Templari (Iglesia del Temple) di Palma di Maiorca. Realizzata con la tecnica della tempera su tavola e attribuita al Maestro de la conquista de Mallorca, la pala d'altare è ora conservata nel Museo di Maiorca.
Si ritiene che l'elaborazione agiografica dell'evento sia avvenuta forse in ambiente iberico, attraverso contaminazioni successive di un testo di Cesario di Heisterbach, monaco cistercense vissuto nella prima metà del Duecento, per poi conoscere un'ampia diffusione nell'Occidente latino, tranne che in  ambiente italiano, dove le raffigurazioni dell'apparizione della Vergine a San Bernardo sono prive dell'elemento leggendario della lattazione. Diffuso soprattutto in ambito pittorico spagnolo, il tema artistico riecheggia in diverse interpretazioni successive, in un filo che attraversa la pittura medievale, rinascimentale e barocca. Tra queste, una delle raffigurazioni più celebri è una Apparizione della Vergine a San Bernardo dipinta da Bartolomé Esteban Murillo, opera del 1660 in mostra al Museo del Prado di Madrid (tecnica pittorica: olio su tela; numero di catalogo 1655). Questo dipinto mostra la Vergine Maria che appare miracolosamente a Bernardo nell'atto di offrire il suo latte quale ricompensa per la sua condotta di vita, dedicata alle lodi e alla difesa della fede.
Le collezioni del Prado custodiscono anche altri due dipinti sullo stesso soggetto, uno di Juan Correa de Vivar, del 1545, l'altro di Alonso Cano, opera del 1650.

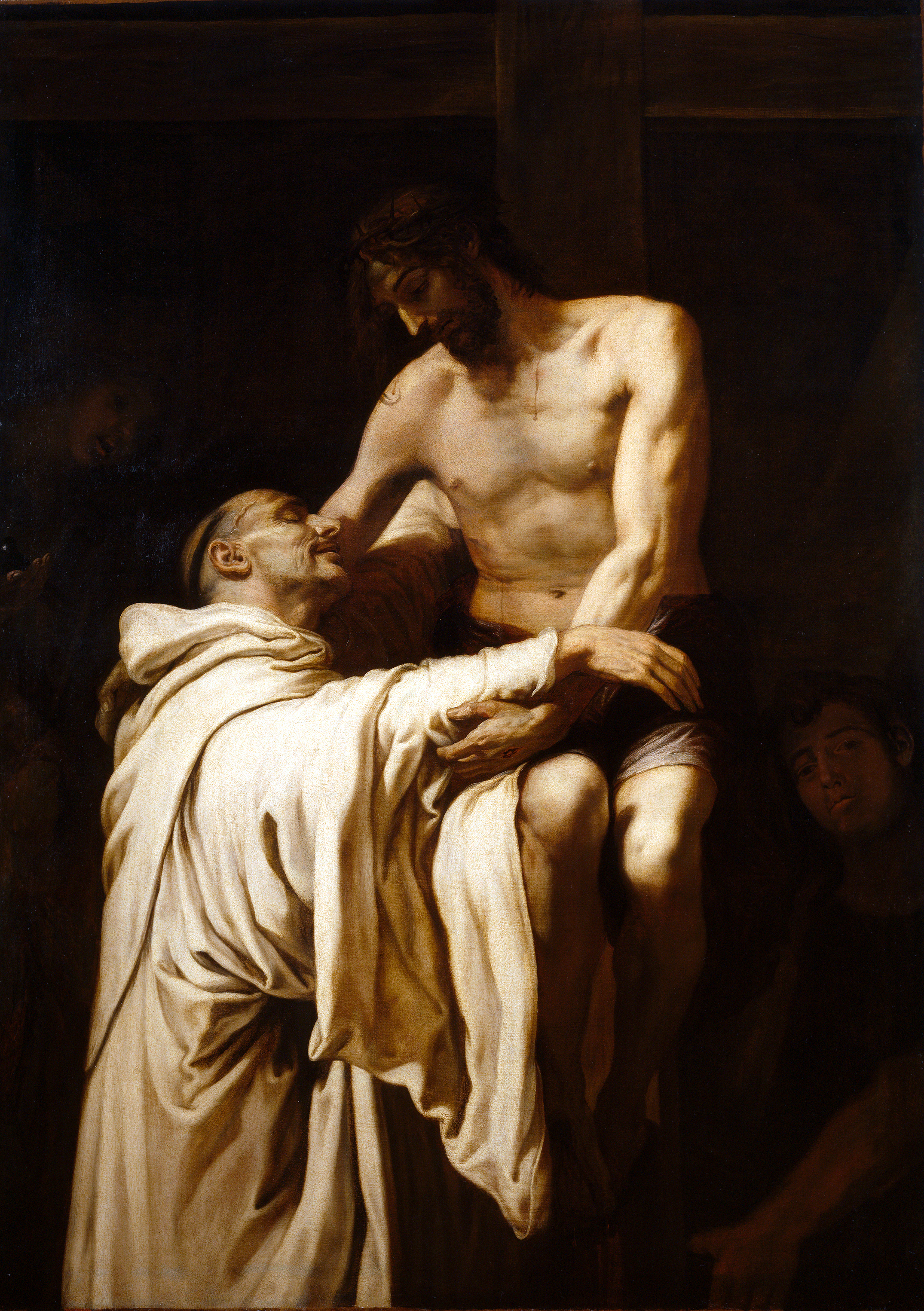
Amplexus Bernardi, Francisco Ribalta, 1626

Sempre in Spagna, il museo parrocchiale di Pastrana, nella Guadalajara, ospita l'opera Premio lácteo a San Bernardo, di Juan Carreño Miranda, del 1668.

## Amplexus Bernardi
Queste apparizioni mariane a san Bernardo di Chiaravalle appartengono al genere artistico delle teofanie. 
Nello stesso cui ambito, sempre con riferimento alla tradizione agiografia del santo cistercense, va citato un altro simile ma del tutto distinto episodio miracoloso, quello della visione mistica dell’abbraccio tra Gesù Cristo e san Bernardo.
Questo soggetto artistico è stato trattato in un famoso dipinto di Francisco Ribalta, del 1626 circa, visibile tra le collezioni pittoriche madrilene del Museo del Prado. 

## Esempi iconografici

### Lactationes

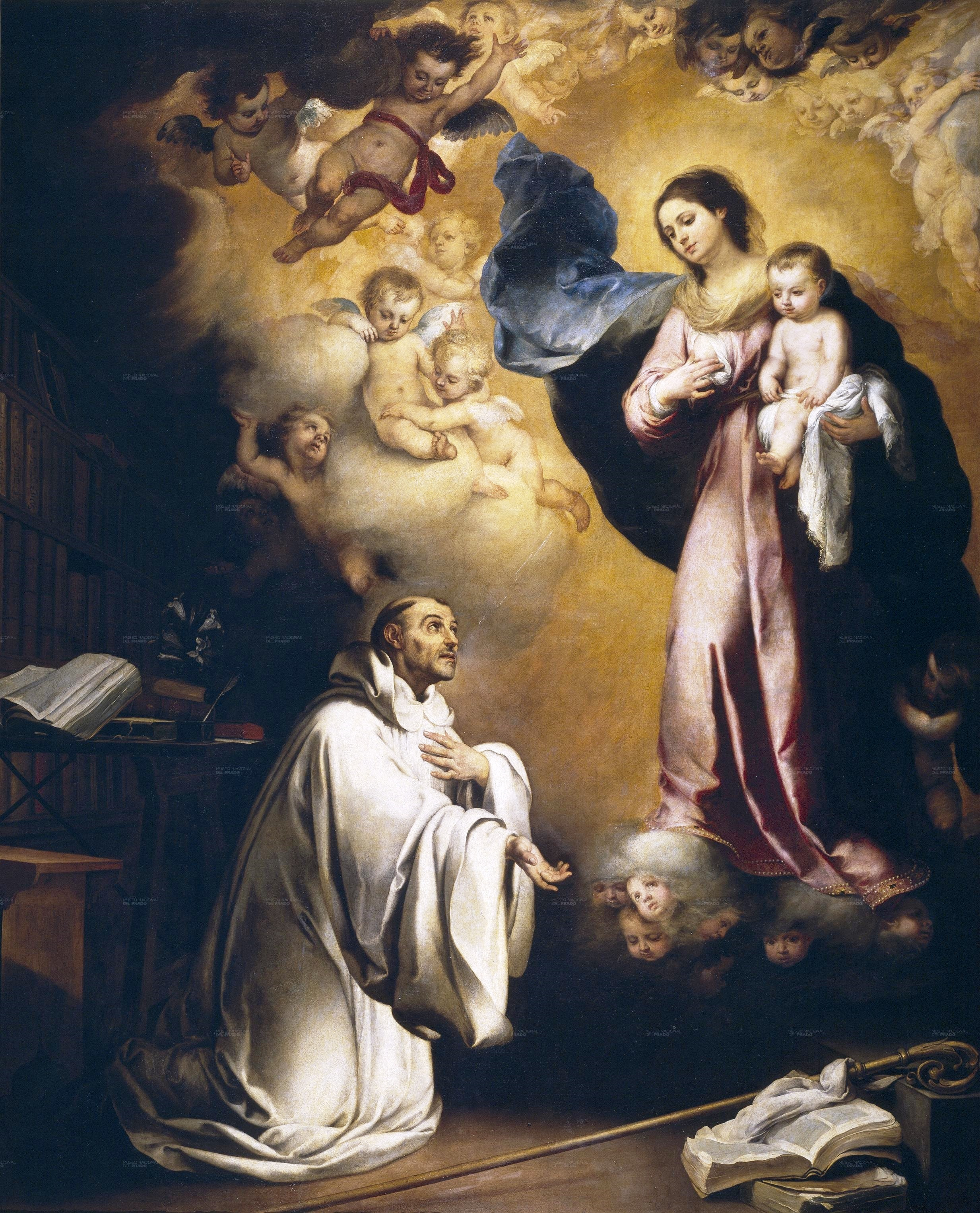
Aparición de la Virgen a San Bernardo, di Murillo, 1655.
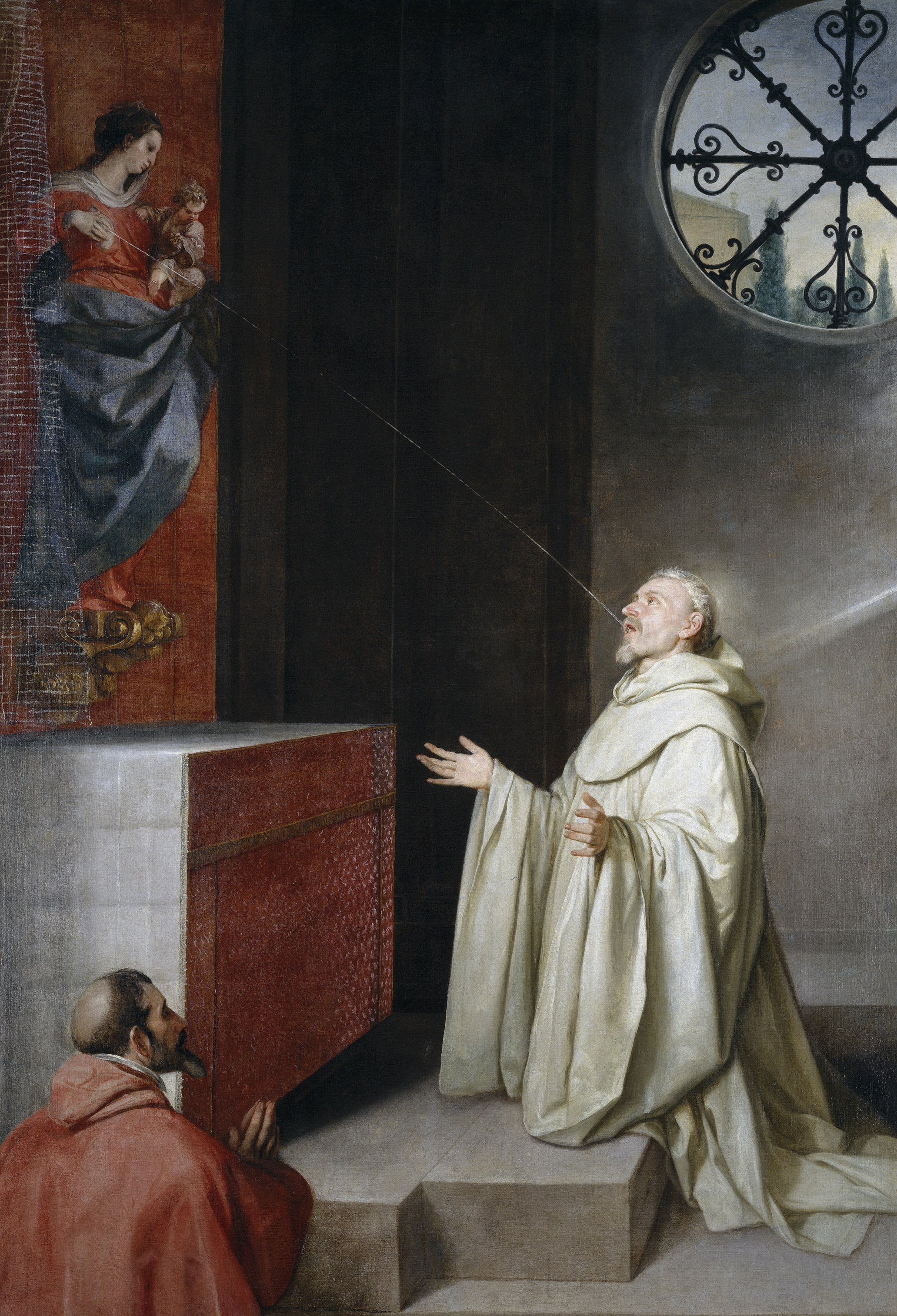
San Bernardo y la virgen, Alonso Cano, 1656.
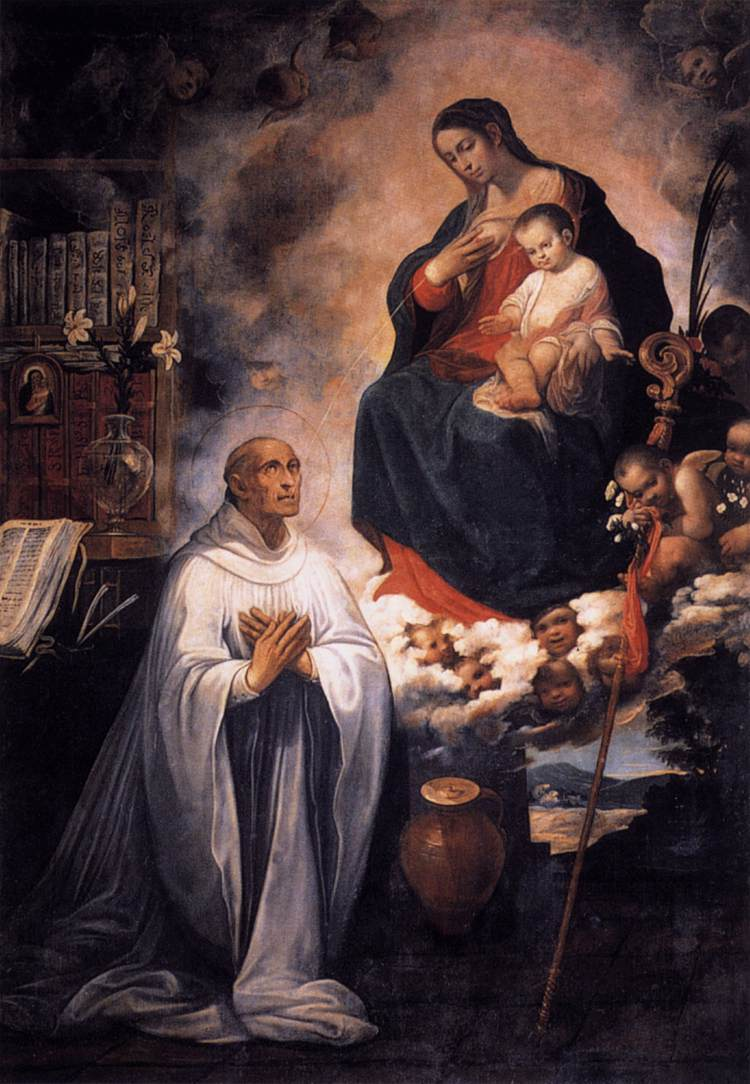
Lactación de San Bernardo, di Juan de Roelas, 1611.
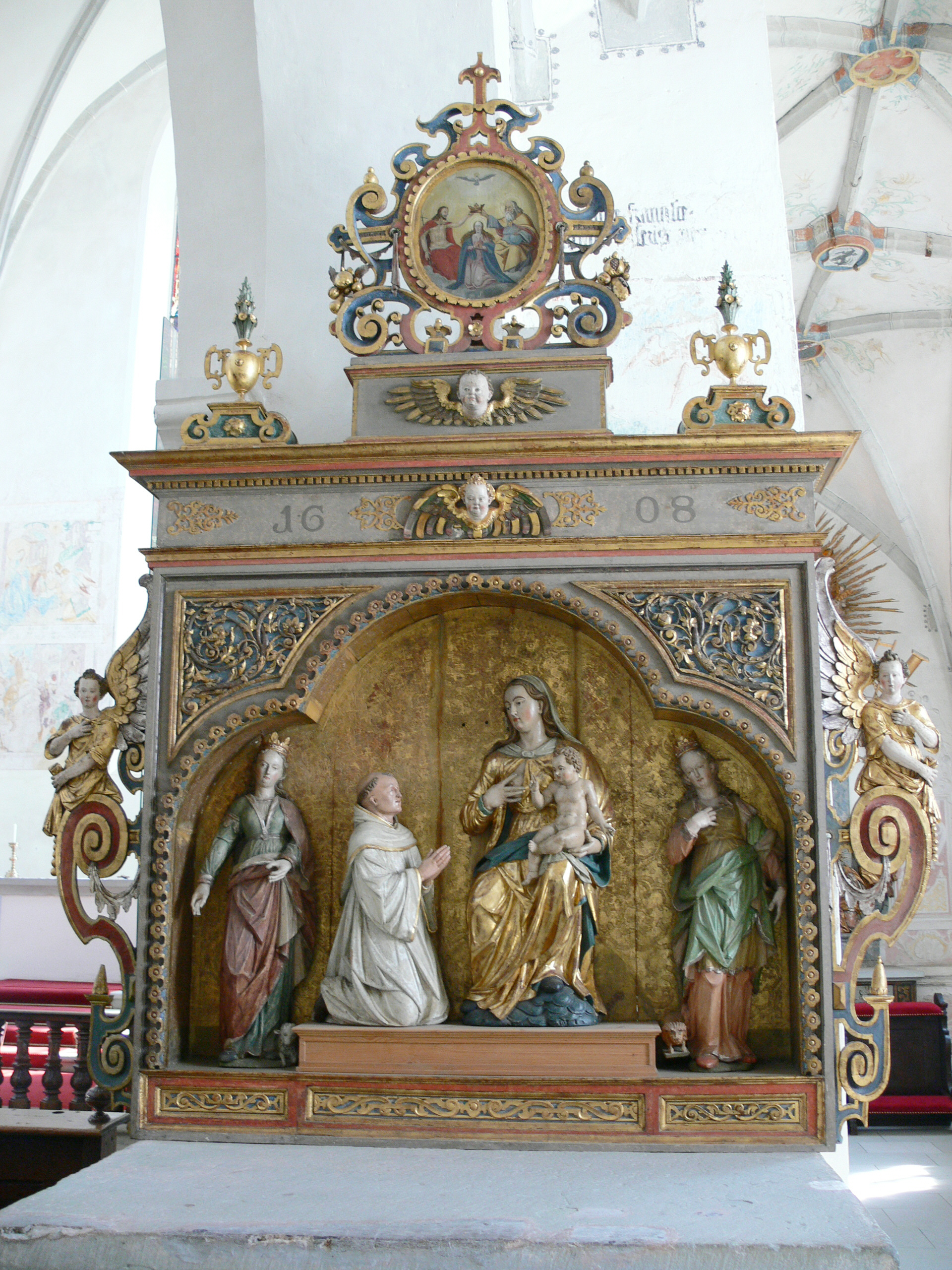
Melchior Binder, Altare di Bernardo e Maria (o Altare della Lactatio), 1608, Monastero di Heiligkreuztal
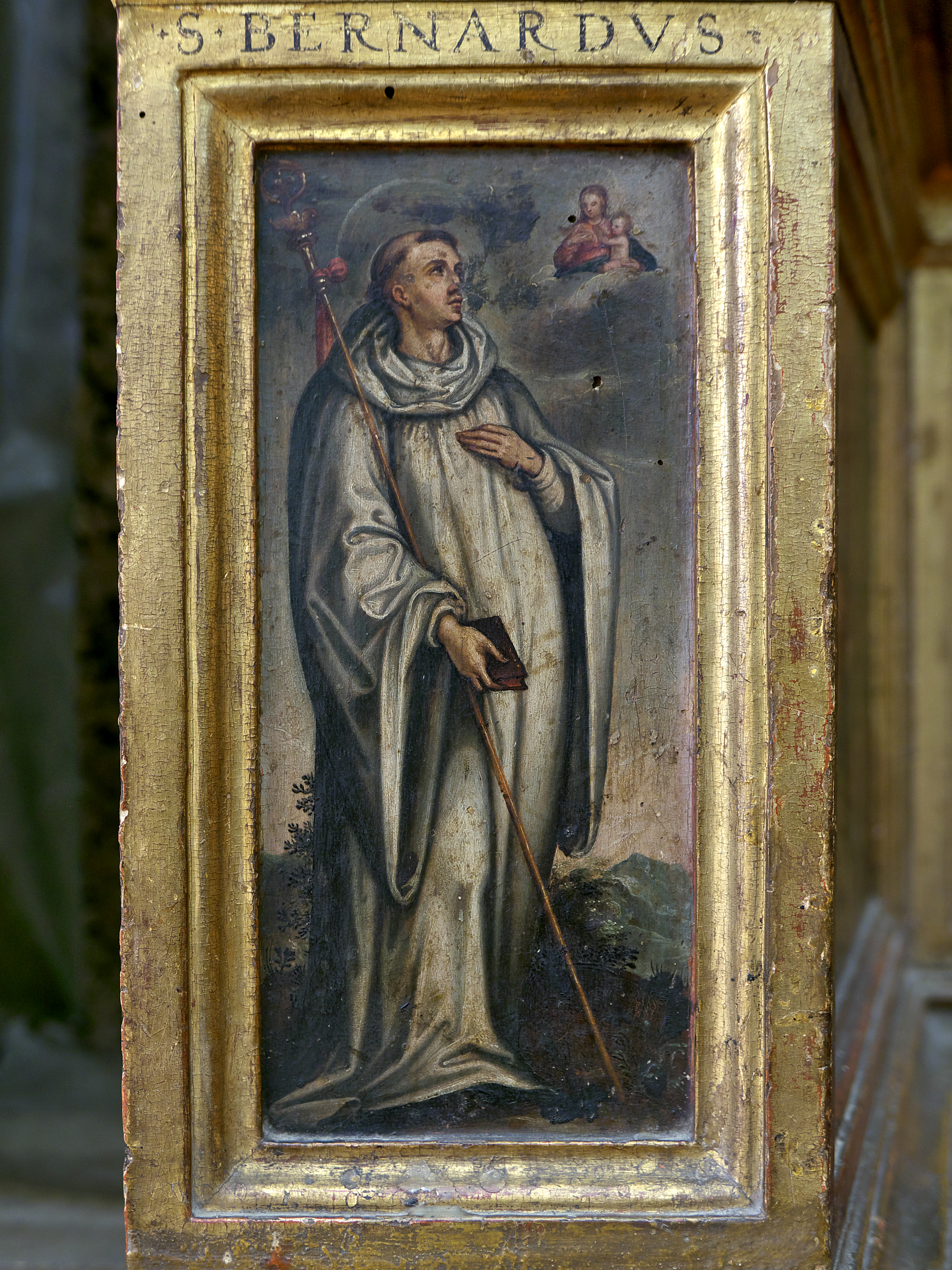
Olio su tavola. Vasco Pereira, 1588

### Ricezione nella pittura italiana
In Italia, il tema caratteristico dell'allattamento durante l'apparizione di Maria a Bernardo di Chiaravalle non prese molto piede:

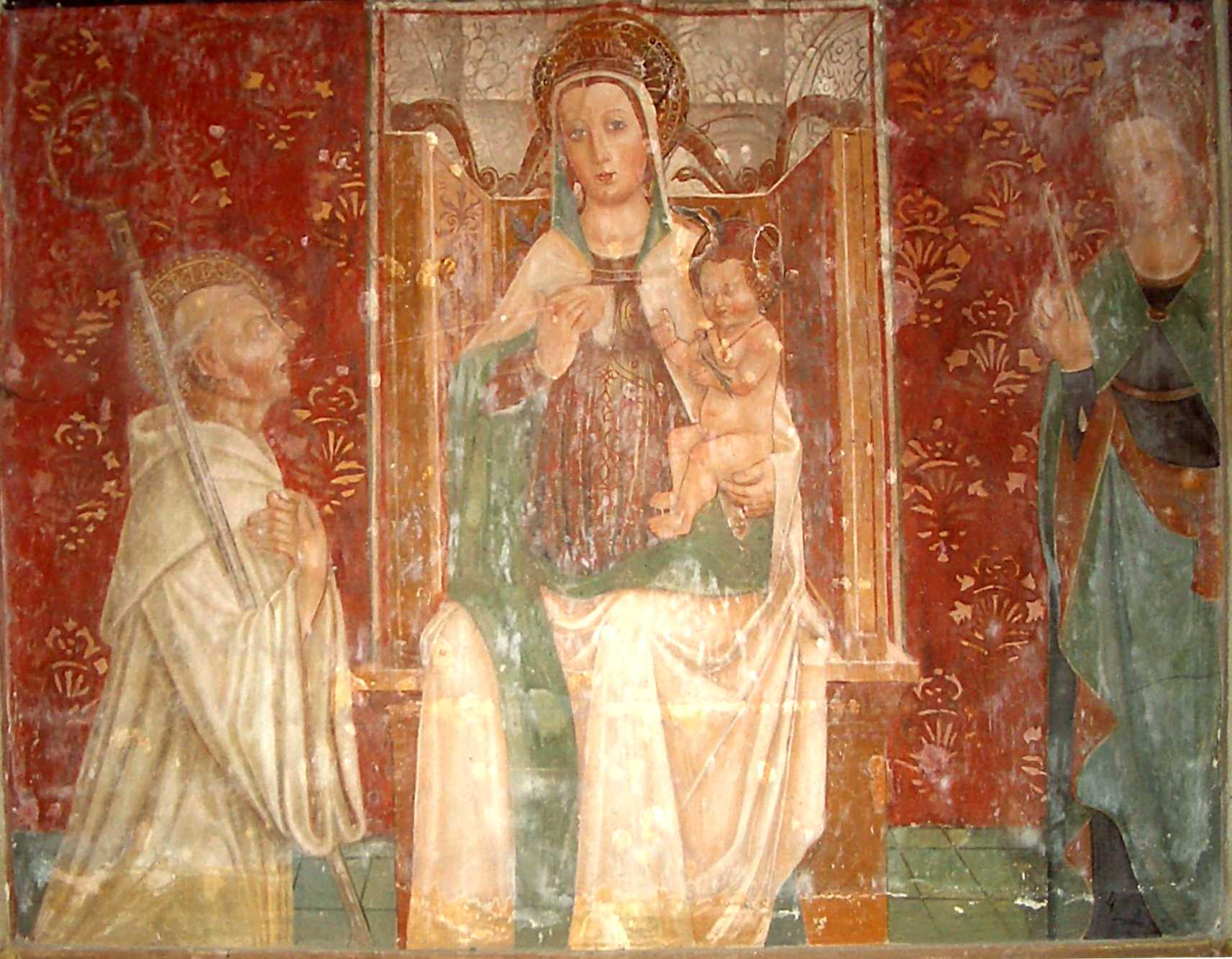
Franceschino Boxilio, Lactatio di San Bernardo da Chiaravalle, Abbazia ciscestense di Santa Maria di Rivalta
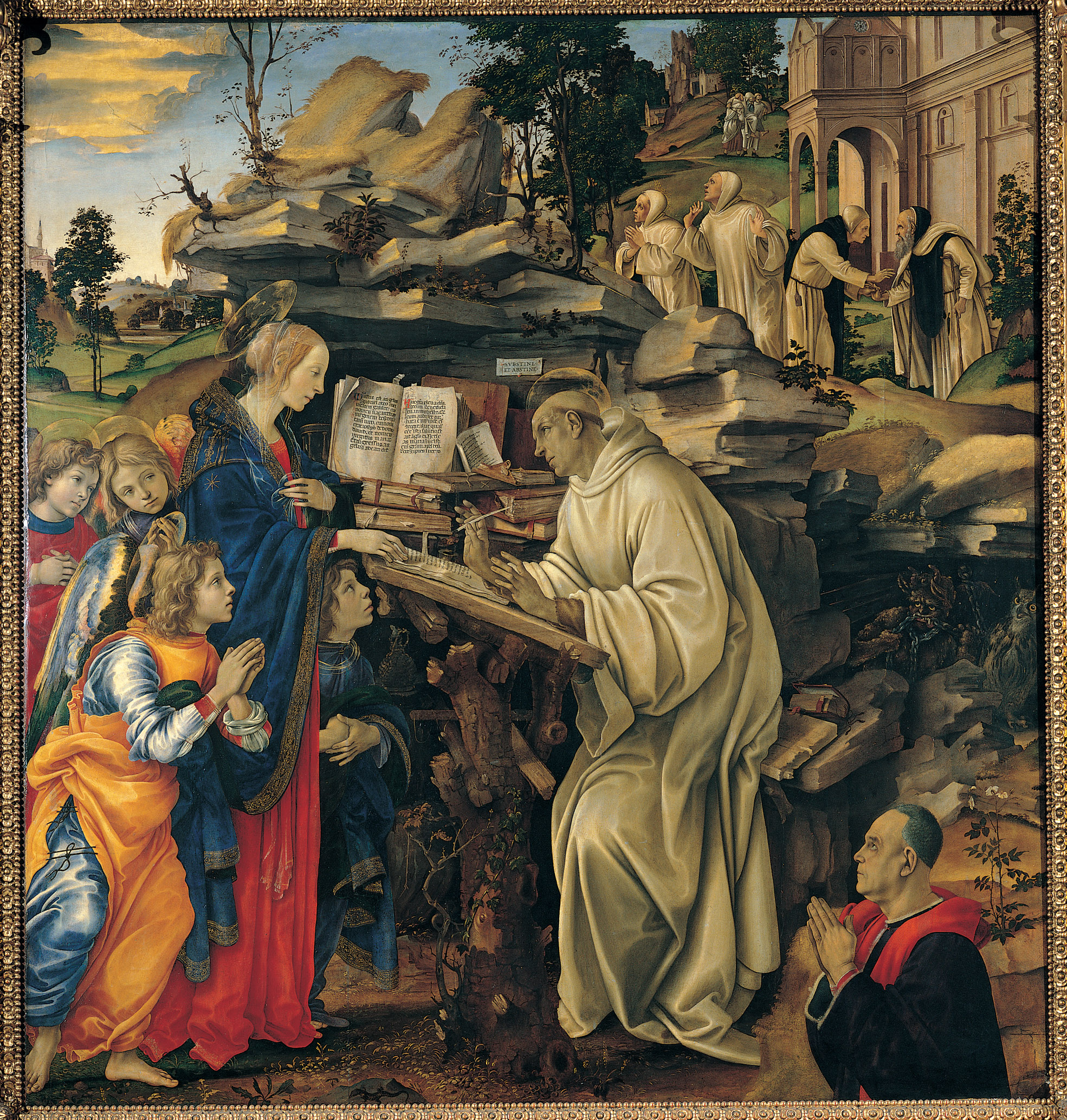
Apparizione della Vergine a san Bernardo Filippino Lippi, 1480.
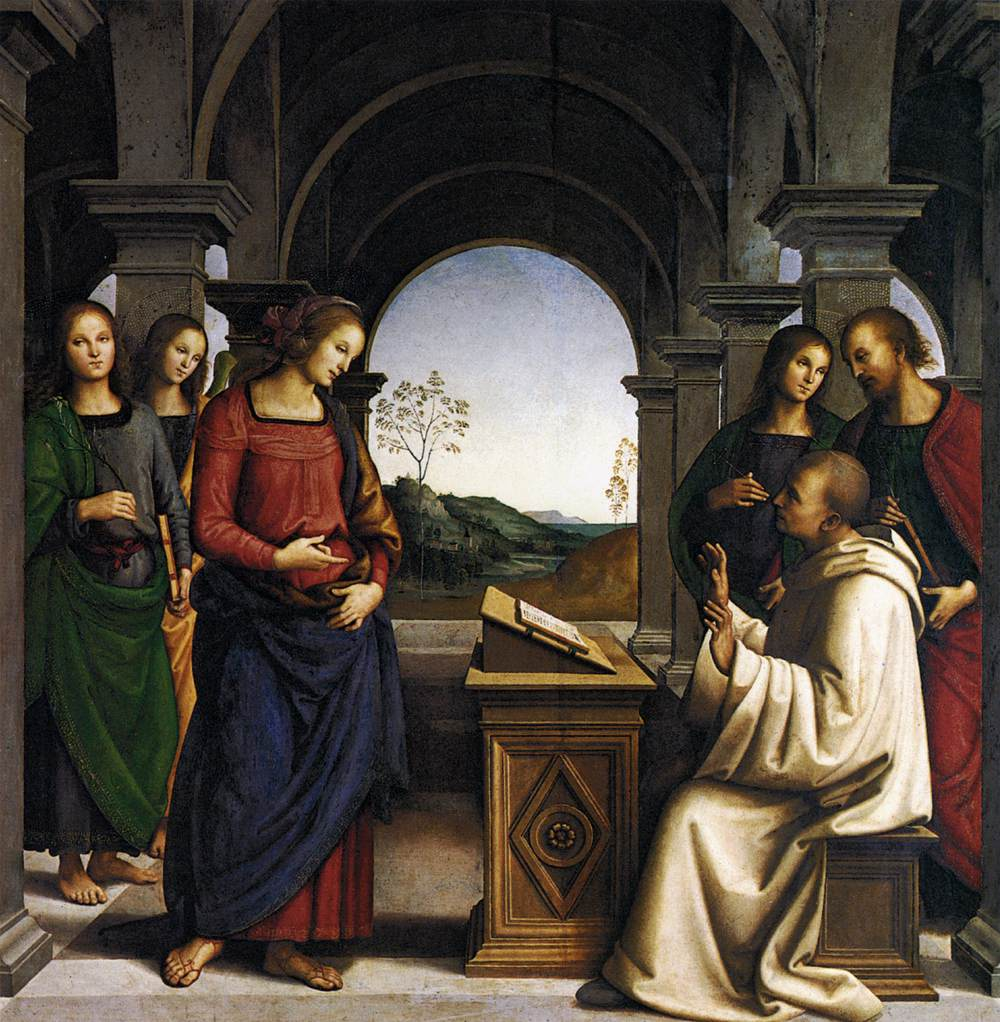
Apparizione della Vergine a san Bernardo, Perugino, circa 1488-1494.